# Satovcha
Satovcha é um município da Bulgária localizado na província de Blagoevgrad.

## Demografia
A população to município é de 17.009 habitantes (31/12/2010), sendo 8.477 homens e 8.532 mulheres. 100% da população é considerada rural.

## Localidades
| - Bogolin - Dolen - Fargovo - Godeshevo - Kochan - Kribul - Osina | - Pletena - Satovcha (sede) - Slashten - Tuhovishta - Vaklinovo - Valkosel - Zhizhevo |